# 小行星6790
小行星6790（英語：6790 Pingouin）是一颗围绕太阳公转的小行星。1991年9月28日，大友哲在藤枝市发现了此天体。
这颗小行星的绝对星等为93.25769等。